# Viola Dana

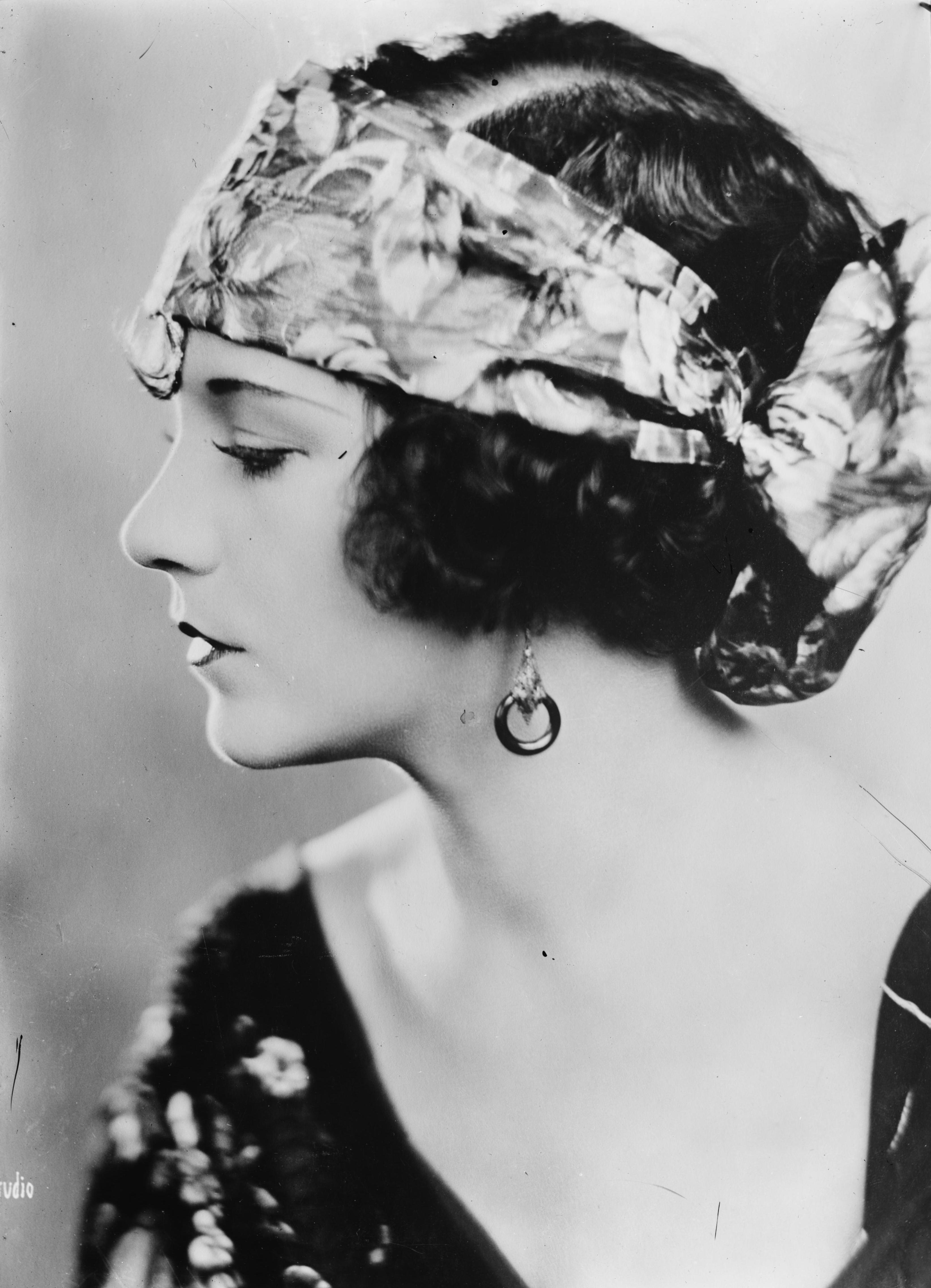
Viola Dana

Viola Dana (* 26. Juni 1897 in Brooklyn, New York; † 3. Juli 1987 in Woodland Hills, Kalifornien, geborene Virginia Flugrath, auch bekannt als Viola Flugrath) war eine US-amerikanische Stummfilm-Schauspielerin.

## Leben
Dana war die mittlere von drei Schwestern. Ihre Schwestern Edna Flugrath und Shirley Mason arbeiteten ebenfalls als Schauspielerinnen. Viola Dana debütierte 1910 in der Charles-Dickens-Verfilmung A Christmas Carol. Ihre erste Hauptrolle spielte sie 1914 in Molly the Drummer Boy. Dana wirkte in über 100 Filmen mit, vorzugsweise in Komödien. Sie schaffte nicht den Sprung vom Stumm- zum Tonfilm. Ihre letzte Filmrolle nahm sie 1929 an, bevor sie sich vom Filmgeschäft zurückzog. Ihren letzten Auftritt vor einer Kamera hatte sie in einer Fernsehdokumentation über Buster Keaton kurz vor ihrem Tod 1987. Viola Dana war zwei Mal verheiratet. Beide Ehen endeten in Scheidung.
An ihre Verdienste als Schauspielerin erinnert ein Stern auf dem Hollywood Walk of Fame, Höhe 6541 Hollywood Boulevard.

## Filmografie (Auswahl)
- 1910: A Christmas Carol (Kurzfilm)
- 1912: Children Who Labor (Kurzfilm)
- 1912: The Butler and the Maid (Kurzfilm)
- 1912: How Father Accomplished His Work (Kurzfilm)
- 1912: The Lord and the Peasant (Kurzfilm)
- 1912: The Third Thanksgiving (Kurzfilm)
- 1913: Nursery Favorites (Kurzfilm)
- 1914: Molly the Drummer Boy (Kurzfilm)
- 1914: My Friend from India (Kurzfilm)
- 1914: Treasure Trove (Kurzfilm)
- 1914: The Blind Fiddler (Kurzfilm)
- 1914: The Adventure of the Hasty Elopement (Kurzfilm)
- 1914: Seth’s Sweetheart (Kurzfilm)
- 1914: Who Goes There? (Kurzfilm)
- 1915: The Champion Process Server (Kurzfilm)
- 1915: Lena (Kurzfilm)
- 1915: A Thorn Among Roses (Kurzfilm)
- 1915: The Stone Heart (Kurzfilm)
- 1915: The Glory of Clementina (Kurzfilm)
- 1915: A Spiritual Elopement (Kurzfilm)
- 1915: The Portrait in the Attic (Kurzfilm)
- 1915: A Theft in the Dark (Kurzfilm)
- 1915: The Stoning (Kurzfilm)
- 1915: The House of the Lost Court (Kurzfilm)
- 1915: Cohen’s Luck (Kurzfilm)
- 1915: On Dangerous Paths (Kurzfilm)
- 1915: The Slavey Student (Kurzfilm)
- 1915: Her Happiness (Kurzfilm)
- 1915: Gladiola
- 1915: Children of Eve
- 1916: The Innocence of Ruth
- 1916: The Flower of No Man’s Land (Film verschollen)
- 1916: The Light of Happiness (Film verschollen)
- 1916: The Gates of Eden (Film verschollen)
- 1916: The Cossack Whip
- 1916: Threads of Fate
- 1917: Rosie O’Grady
- 1917: The Mortal Sin (Film verschollen)
- 1917: Im Reiche des weißen Elefanten (God’s Law and Man’s, Film verschollen)
- 1917: Die Lieblingstochter des Maharadscha (Lady Barnacle)
- 1917: Aladdin’s Other Lamp
- 1917: Das Mädchen ohne Herz (The Girl Without a Soul)
- 1917: Teenager lieben heiß (Blue Jeans)
- 1918: The Winding Trail
- 1918: A Weaver of Dreams (Film verschollen)
- 1918: Breakers Ahead
- 1918: Mitternachtsreiter (Riders of the Night)
- 1918: The Only Road
- 1918: Opportunity
- 1919: Flower of the Dusk
- 1919: The Gold Cure
- 1919: Satan Junior
- 1919: The Parisian Tigress
- 1919: False Evidence
- 1919: Some Bride
- 1919: The Microbe
- 1919: Eine Zwangsehe (Please Get Married)
- 1920: Fräulein Liliput, das Reisespielzeug (The Willow Tree)
- 1920: Dangerous to Men (Film verschollen)
- 1920: The Chorus Girl’s Romance
- 1920: Blackmail
- 1920: Die Rache der Tänzerin (Cinderella’s Twin)
- 1921: The Off-Shore Pirate
- 1921: Puppets of Fate
- 1921: Home Stuff
- 1921: Life’s Darn Funny
- 1918: The Match-Breaker (Film verschollen)
- 1921: There Are No Villains
- 1922: The Fourteenth Lover
- 1922: Glass Houses
- 1921: Seeing’s Believing
- 1922: They Like ’Em Rough
- 1922: The $5 Baby
- 1922: June Madness
- 1922: Love in the Dark
- 1923: Crinoline and Romance
- 1923: Her Fatal Millions
- 1923: Hollywood
- 1923: Rouged Lips
- 1923: The Social Code
- 1923: In Search of a Thrill
- 1923: A Noise in Newboro
- 1924: The Heart Bandit
- 1924: Don’t Doubt Your Husband
- 1924: The Beauty Prize (Film verschollen)
- 1924: Eine Verworfene...? (Revelation)
- 1924: Merton of the Movies
- 1924: Open All Night
- 1924: Along Came Ruth (Film verschollen)
- 1925: Herr über Leben und Tod (As Man Desires)
- 1925: Heiraten ist kein Kinderspiel (Forty Winks)
- 1925: The Necessary Evil
- 1925: Winds of Chance
- 1925: The Great Love
- 1926: Wild Oats Lane
- 1926: Bigger Than Barnum’s
- 1926: Kosher Kitty Kelly
- 1926: The Ice Flood
- 1926: Bred in Old Kentucky
- 1927: Home Struck
- 1927: Salvation Jane
- 1927: Naughty Nanette
- 1927: Lure of the Night Club
- 1927: In Search of a Thrill
- 1928: That Certain Thing
- 1929: Two Sisters (Film verschollen)
- 1929: One Splendid Hour
- 1929: The Show of Shows
- 1932: Foiled Again
- 1932: The Strange Case of Poison Ivy
- 1956: Lux Video Theatre (Fernsehserie, 1 Folge)
- 1963: Meine drei Söhne (My Three Sons, Fernsehserie, 1 Folge)